# Gai Septimi
Gai Septimi (en llatí Caius Septimius) va ser un magistrat romà del segle i aC. Formava part de la gens Septímia, una gens romana d'origen plebeu.
Va ser pretor l'any 57 aC i l'any següent, el 56 aC, devia governar una província. Va donar suport a les peticions que es van fer perquè retornés l'orador Ciceró del seu desterrament. El mateix Ciceró diu que era àugur (membre del col·legi d'àugurs) l'any 45 aC.